# پارک (فیلم ۲۰۰۷)
«پارک» (انگلیسی: The Park (2007 film)) فیلمی در ژانر کمدی-درام است که در سال ۲۰۰۷ منتشر شد.